# Strauss' Autograph Waltzes
Strauss' Autograph Waltzes är en vals utan opustal av Johann Strauss den yngre. Ort och datum för första framförandet är okänt.

## Historia
1872 engagerades Johann Strauss som dirigent till "Världsfredsjubileet" och "Internationella Musikfestivalen" i Boston i juni och juni. Trots sin stora berömmelse i Europa var han inte förberedd på den massiva uppmärksamheten han rönte var han än befann sig. I Boston fick han skriva autografer i mängder. Därför kan det tyckas märkligt att en vals på det temat ingår bland de ca nio valser som tillskrivs Strauss vistelse i USA. Strauss' Autograph Waltzes publicerades av "White & Goullaud" i Boston och finns i en utgåva för piano och en för orkester. Trots den stora mediabevakningen av festivalerna kan det inte fastställas huruvida ett framförande av valsen ägde rum under denna period; verket förekommer inte i några konsertprogram. Det kan vara så att Strauss komponerade valsen mot slutet av jubileet eller överlämnade den till "White & Goullaud" efter sin hemkomst till Wien. Titeln tyder dock på att den valdes av den kommersiellt intresserade förläggaren i Boston. Två utgåvor av valsen publicerades i Storbritannien i slutet av 1870-talet; "A. Hammond & Co." i London gav ut Autograph Waltzes, medan en Autographen Walzer förekom i "C. Booseys" 'Universal' serie. Dessa brittiska tryck kan förklara varför en så ovanlig vals kom med på en konsert den 26 maj 1897, då Queen's Guard Band spelade den för att fira drottning Vikorias 78-årsdag (24 maj). Som kontrast verkar valsen inte ha framförts av Capelle Strauss alls.
Valserna som Johann Strauss komponerade, eller arrangerade, i USA faller inom två kategorier: pastischverk - såsom Jubilee-Waltz, Sounds from Boston Waltzes och Farewell to America Waltz, sammanställda från tidigare, publicerade valser; och valser som helt bygger på originalteman. Strauss' Autograph Waltzes tillhör den senare kategorin och tillsammans med Strauss' Engagement Waltzes och Strauss' Centennial Waltzes representerar de det bästa av Strauss kompositioner från USA.
Frågan återstår i vilken form som Strauss överlämnade valsen till "White & Goullaud". Vissa okaraktäristiska svagheter i övergångarna mellan de olika valsdelarna (till exempel mellan 1B och 2A) tyder på en mindre erfarenhet än Strauss, vilket öppnar för möjligheten att Strauss endast presenterade valsskisserna för förlaget och de i sin tur anlitade en annan arrangör för att slutföra en fullständig komposition.

### Strauss "amerikanska" valser
- Walzer-Bouquet No 1 (Fram till slutet identisk med Manhattan-Waltzes)
- Jubilee-Waltz
- Strauss' Autograph Waltzes *
- Strauss' Engagement Waltzes *
- Strauss' Centennial Waltzes *
- Strauss' Enchantement Waltz *
- Colliseum Waltzes*
- Farewell to America Waltz*
- Greeting to America Waltz*
- New York Herald Waltz
- Sounds from Boston Waltzes*
- Manhattan-Waltzes (Fram till slutet identisk med Walzer-Bouquet No 1)
- *= Upphovsmannaskap av Strauss är tveksamt.

## Om verket
Speltiden är ca 7 minuter och 40 sekunder plus minus några sekunder beroende på dirigentens musikaliska tolkning.